# Leucotaeniella mambillae
Leucotaeniella mambillae är en tvåvingeart som beskrevs av Albany Hancock 1999. Leucotaeniella mambillae ingår i släktet Leucotaeniella och familjen borrflugor. Inga underarter finns listade i Catalogue of Life.